# ألونزو كولمان
ألونزو كولمان (بالإنجليزية: Alonzo Coleman)‏ هو لاعب كرة قدم أمريكية أمريكي، ولد في 27 يناير 1984.

## وصلات خارجية
- ألونزو كولمان على موقع مرجع كرة القدم المحترفة.كوم (الإنجليزية)